# Larentia tenuis
Larentia tenuis är en fjärilsart som beskrevs av Turner 1931. Larentia tenuis ingår i släktet Larentia och familjen mätare. Inga underarter finns listade i Catalogue of Life.